# Пермафрост
Пермафрост је тло које непрекидно остаје испод 0 °C (32 °F) током две или више година, које се налази на копну или испод океана. Чешћи сe јавља на северној хемисфери, око 15% северне хемисфере или 11% глобалне површине је покривено пермафростом, са укупном површином од око 18 милиона km². Ово укључује значајна подручја Аљаске, Гренланда, Канаде и Сибира. Такође се може налазити на врховима планина на јужној хемисфери и испод подручја без леда на Антарктику. Реч пермафрост у српском језику представља англицизам и ако се етимолошки рашчлани представља сложеницу изведену од две енглеске речи; permanently („трајан”) и frost („мраз”), те би буквално значење у српском језику било „трајни мраз”. У српској литератури се пермафрост често назива и зона (предео) вечитог снега и леда.
Пермафрост не мора бити први слој који је на тлу. Може бити од једног инча до неколико миља дубоко испод површине Земље. Често се јавља у приземном леду, али може бити присутан и у непорозној подлози. Пермафрост је формиран од леда који у комбинацији држи различите врсте земљишта, песка и стена.
Пермафрост садржи велике количине биомасе и разложене биомасе која је ускладиштена као метан и угљен-диоксид, чинећи тло тундре понором угљеника. Како глобално загревање загрева екосистем и изазива одмрзавање земљишта, циклус угљеника у пермафросту се убрзава и ослобађа се велики део ових гасова стаклене баште садржаних у земљишту у атмосферу, стварајући повратни циклус који повећава климатске промене. Одмрзавање пермафроста је један од ефеката климатских промена. Иако ће емисије из одмрзавања пермафроста бити довољно значајне да доведу до додатног загревања, оне вероватно неће бити довољне да покрену повратну спрегу која се сама појачава и води ка „неизлазном загревању“.

## Пионири истраживања пермафроста
Термин пермафрост увео је амерички геолог Сајмон В. Милер, половином 20. века. Он је уједно први дефинисао пермафрост и био је аутор бројних радова и књига на тему пермафроста. Треба напоменути да су се у то време геолошко-геотехничким истраживањима пермафроста бавили многи светски признати стручњаци попут: Ливеровског (1941), Моросова (1941), Чеботаријева (1951), Терцагија (1952), Џонсона (1952), Блека (1954), Ловела (1952), Шулца (1955) али и бројни угледни научни институти и институције попут: Универзитета у Минесоти, Лабораторије за утицај пермафроста и Америчке војске. Специфични услови који владају у тлу које се простире у зони пермафроста су одувек задавали потешкоће инжењерима који су покушавали да граде објекте на њему, али су уједно представљали и велики изазов инжењерима да га „укроте” и да саграде на њему безбедне објекте.

## Дефиниција пермафроста у геологији
У геологији „пермафрост представља тло, приповршинску зону Земље или бедрок који се налази на температури тачке мржњења воде (0 °C) или испод ње у периоду од најмање две до неколико хиљада година”. У механици тла, пермафрост представља чврсту фазу воде која може бити представљена везујућим међузрнским честицама воде или у виду већих појава леда које се називају ледена сочива. У неким случајевима се, у тлу које се налази на температури мањој од 0 °C, тло може бити без присуства влаге (леда), тада се назива суви пермафрост. 
Биков и Каптерев (Bykov & Kapterev; 1939) разликују пермафрост од сезонско замрзнутог тла током зиме које се јавља и ван границе вечитог снега и леда. Према генерално прихваћеној дефиницији, трајно залеђено тло може али и не мора садржати влагу (лед), док просто замрзнуто тло подразумева присуство воде у виду леда. У том смислу, постоје тла у којима вода може циркулисати у течном стању иако је температура испод 0 °C (на пример вода са значајним присуством растворене соли може циркулисати у тлу које је изложено температури мањој од 0 °C).

## Састав пермафроста
Слој изнад зоне пермафроста се назива активни слој. „Активан” је јер се овај приповршински слој Земље током зиме мрзне, док се током летњих месеци открављује. Слој је од посебног значаја у геотехничкој пракси јер је за већину објеката управо тај слој зона интеракције на релацији објекат-тло. Овај слој представља зону интензивног физичко-хемијског распадања у којој се се механизам распадања смењује са годишњим добом. Дебљина слоја варира. По правилу ова зона је танка на северу док је дебља према југу. Дебљина овог слоја зависи од више фактора: састава тла, хидрогеолошких услова, дебљине снежног покривача, температуре ваздуха и осталих климатских фактора. Речна тераса која је састављена од водозасићене песковите глине која је покривена са 0,5 m тресета и са повременим стаблима четинара може имати дебљину активног слоја од 0,5 до 0,8m. Међутим, тло истог састава али са нешто гушћом популацијом четинара или са дрвећем које има велике листове (попут: јове или брезе) може имати дебљину активног слоја од 2,5 до 3 m.

Пермафрост зона представља зону тла испод активног слоја која је стално замрзнута и у којој се уколико има присуства влаге јављају сочива леда.

„Талик” зону представља слој тла који је ван зоне мржњења (слика 1) тј. зону тла која је ван утицаја климатских услова на површини Земље. Реч је руског порекла и на руском језику реч „талых“ значи одлеђено. Термин талик такође представља уметнуте слојеве одлеђеног тла унутар пермафроста .

## Време потребно да се пермафрост формира у дубини тла
Према непотврђеним подацима различитих истраживања, може се успоставити корелација времена које је неопходно да прође за формирање пермафроста одређене дубине. Уочено је да се пермафрост до 100 m дубине формира релативно брзо, док је за формирање дубљих слојева потребно знатно дуже време.
Највећа забележена дебљина пермафроста износи 1493 m у северном басену реке Лене (и Јенисеја) у Сибиру (Руска Федерација). Дебљина слоја пермафроста је у директној функцији времена, па је тако истражено да је за формирање пермафроста у Прудховом заливу на Аљасци у Сједињеним Америчким Државама било потребно око 500 000 година. Формирање пермафроста у Прудховом заливу се протеже кроз неколико глацијала и интерглацијала током плеистоцена, и процењује се да је данашња просечна температура залива знатно већа од просечне температуре тада. 
| време (у годинама) | дубина пермафроста () |
| ------------------ | --------------------- |
| 1                  | 4,44                  |
| 350                | 79,9                  |
| 3500               | 219,3                 |
| 35000              | 461,4                 |
| 100000             | 567,8                 |
| 225000             | 626,5                 |
| 775000             | 687,7                 |

## Простирање пермафроста
Вечно смрзнута тла су карактеристична за подручја Сибира, Северне Аљаске, Северне Канаде (где чине половину територије). За разлику од континуалног пермафроста који се јавља у овим пределима, може се разликовати и дисконтинуални пермафрост који може садржати два или више слојева замрзнутог тла, где се континуитет по површини постепено губи уз појаву спорадичног пермафроста у облику појединачних острва. У јужнијим областима која се налазе у просторима умерене климе, могу се јавити велика подручја у којима се мржњење тла одвија само у приповршинској зони (сезонско мржњење тла) и то у току зимских месеци. Такав случај је и на територији данашње Републике Србије. Поред арктичких предела пермафрост се може јавити и на подручјима са великом надморском висином: Алпски пермафрост, пермафрост Атакаме, Тибетански пермафрост.
На распростирање пермафроста утиче и криосфера. Крисофера представља, за разлику од пермафроста, воду која се налази у залеђеном стању на планети Земљи, било на копну, било у морима или океанима. Криосфера се јавља како у северној тако и на јужној хемисфери. На северној хемисфери однос минималног простирања у односу на максимални износи 1:6, док је на јужној хемисфери тај однос 1:2. Површина снежног покривача на северној хемисфери се креће у распону од 2 до 50 милиона km², на јужној хемисфери је знатно мање снежног покривача и он износи од 7 до 15 милиона km² то указује да је на северној хемисфери знатно мање вишегодишњег снежног покривача у односу на јужну хемисферу.